# Salsola lipschitzii
Salsola lipschitzii är en amarantväxtart som beskrevs av Viktor Petrovitj Botjantsev. Salsola lipschitzii ingår i släktet sodaörter, och familjen amarantväxter. Inga underarter finns listade i Catalogue of Life.